# Chiesa di Santa Maria (Roma)
La chiesa di Santa Maria è una chiesa di Roma, nella zona Casalotti, in piazza Castello della Porcareccia.
La storia di questo edificio sacro è strettamente collegata con la storia del castello di Porcareccia. La chiesa fu costruita nel 1693 dai proprietari, l'Ordine Ospedaliero di Santo Spirito, all'interno del castellum. Vi si può ammirare un bel altare in legno intagliato, fatto dai soldati austriaci prigionieri che durante la Grande Guerra erano stati internati nel castello. Una lapide nella chiesa ricorda che nel 1909 il giovane sacerdote Angelo Roncalli, futuro papa Giovanni XXIII, era solito andare alla Porcareccia e celebrare nella piccola chiesa: